# パナマ運河疑獄

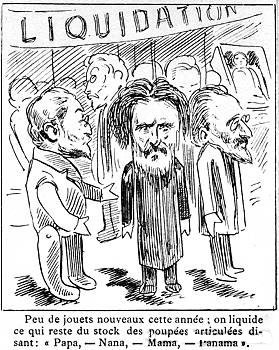
パナマ事件の風刺画

パナマ運河疑獄（- うんがぎごく）またはパナマ事件（- じけん）とは、フランス第三共和制下で起きたパナマ運河建設会社の破綻と、それに端を発した疑獄事件である。

## 概要
1879年、フェルディナン・ド・レセップスはギュスターヴ・エッフェルらの協力を得てパナマ運河会社を設立し、パナマ運河の建設に着手した。
難工事、黄熱病、放漫経営により工事は中断された。1888年に政府の許可を得て宝くじ付き債券を発行し資金を賄ったが、翌年には破綻が宣告された。
政府は工事を続行するために新会社を設立して運河会社の清算を進め、1890年にコロンビアと契約が更新された。フランスによる建設は失敗し、20世紀に入りアメリカ合衆国に売却される。1892年に
清算処理方針が決まり、約80万人の一般国民が買った債券は無価値となる。
1892年に宝くじ付き債券許可にからみ、ジョルジュ・クレマンソーら多数の大臣が運河会社から賄賂を受けていたと新聞が報じた。続いてレオン・ブルジョワら6人の大臣を含む510人の政治家が、運河会社の破産状態を公表しない見返りに収賄したとして告訴された。政治家らは、前開発大臣が有罪判決を受けただけで大多数が無罪となった。議会に調査委員会が設けられ、104人が収賄したとされたが訴追されなかった。
レセップスとその息子およびエッフェルが背任と詐欺の罪で訴えられ有罪判決を受けたが、上訴審で無罪となった。レセップスは精神錯乱して1894年に病死した。
贈賄工作に直接関わったのは財務顧問のジャック・ド・レーナック男爵 (Jacques Reinach) とコルネリウス・エルツ(Cornelius Herz) で、レーナックは右派を、エルツは急進派を担当した。2人の対立からレーナックは贈賄先リストを反ユダヤの新聞『ラ・リーブル・パロール』紙に持ち込んで事件発覚のきっかけを作り、その後自殺した。エルツらはイギリスに逃亡した。2人はいずれもドイツ系ユダヤ人であったことから、国粋で反ユダヤ主義的新聞はこれを利用して大衆の反ユダヤ感情を煽り立て、ドレフュス事件につながったともいわれる。
クレマンソーはエルツと関係があり、1893年の選挙で敗れて政界から身を引いた。この事件により3内閣が倒れ、大衆の政治家不信に火をつけた。